# Ostvest
Das Ostvest ist eine Region im Kreis Recklinghausen, welche die Städte Waltrop, Datteln, Oer-Erkenschwick und den Halterner Stadtteil Flaesheim umfasst. Diese bilden die östliche Grenze des Vests Recklinghausen zu den Nachbarstädten Dortmund und Lünen sowie zum Münsterland.
Der allgemeine Begriff Vest ist schon aus dem Mittelalter bekannt, die Bezeichnung Ostvest entstand dagegen erst in den 1970er Jahren. Genutzt wird diese Bezeichnung beispielsweise in Zusammenhang mit interkommunaler Zusammenarbeit. So heißt die gemeinsame Berufsschule für die angeschlossenen Städte Berufskolleg Ostvest.
Auch die WAZ hatte ihre Lokalteile in einem „Ostvestbuch“ (zusammenhängender Teil der Ausgabe) zusammengefasst, bevor das Gebiet im Januar 2007 durch die Schließung der WAZ-Lokalredaktionen aufgegeben wurde.
Bei vielen anderen Institutionen ist der Begriff, den es offiziell nicht gibt, dennoch gebräuchlich. So haben beispielsweise die Jugendabteilung des Waltroper Handballvereins und die Handballjugend des TV Datteln im April 2010 eine Jugendspielgemeinschaft unter dem Namen JSG OstVEST Waltrop/Datteln gegründet.
Die Zusammenarbeit im Ostvest entwickelt sich durch die gemeinsamen Schulen, in und zwischen den Vereinen sowie bei kulturellen Veranstaltungen und Feierlichkeiten. Eine Internetseite mit einem Forum informiert über aktuelle Vorgänge im Ostvest und bietet eine Terminübersicht für alle beteiligten Städte.